# ستيفان ميدينا
ستيفان ميدينا (بالإسبانية: John Stefan Medina)‏ (14 يونيو 1992 بإنفيغادو في كولومبيا - ) هو لاعب كرة قدم كولومبي في مركز الدفاع. شارك مع منتخب كولومبيا تحت 17 سنة لكرة القدم ومنتخب كولومبيا تحت 20 سنة لكرة القدم ومنتخب كولومبيا لكرة القدم. أما مع النوادي، فقد لعب مع أتلتيكو ناسيونال ونادي باتشوكا ونادي مونتيري.

## مسيرته الكروية
لعب ستيفان ميدينا خلال مسيرته الاحترافية مع 3 أندية في اثنا عشر موسمًا وسجل خلالها 9 أهداف ضمن 254 مباراة. حيث فاز في موسمين بالكأس وفي خمسة مواسم بالدوري.
خاض ستيفان ميدينا مسيرته مع نادي أتلتيكو ناسيونال في موسم 2010 ليلعب معه خمسة مواسم، مشاركًا في 91 مباراة سجل خلالها 3 أهداف. ثم انتقل إلى نادي مونتيري في موسم 2014–15 في المرة الأولى ولمدة موسمين ثم في موسم 2017–18 واستمر معه طيلة ثلاثة مواسم، حيث شارك طوالها في 122 مباراة سجل خلالها هدفين. لينتقل بعدها إلى نادي باتشوكا في موسم 2015–16 ولمدة موسمين، مشاركًا في 41 مباراة سجل خلالها 4 أهداف.

## وصلات خارجية
- ستيفان ميدينا على موقع الاتحاد الدولي (مؤرشف)  (الإنجليزية)
- ستيفان ميدينا على موقع قاعدة بيانات كرة القدم.إي يو (الإنجليزية)
- ستيفان ميدينا على موقع ناشيونال فوتبول تيمز (الإنجليزية)
- ستيفان ميدينا على موقع Soccerway.com (الإنجليزية)
- ستيفان ميدينا على موقع AS.com (الإسبانية)